# Paul de Geouffre de La Pradelle
Pour les articles homonymes, voir Famille de Geoffre et Pradelle (homonymie).
Paul de Geouffre de La Pradelle, né le 1er décembre 1902 à Grenoble (Isère) et mort le 14 mai 1993 à Saint-Pol-de-Léon (Finistère), est un juriste français.

## Biographie

### Jeunesse et études
Paul Marie Albert Raymond de Geouffre de La Pradelle naît dans une famille aisée. Son père, Albert de Geouffre de La Pradelle, est le fondateur de l'avant projet de la Cour Internationale de La Hague. Son oncle, Raymond de Geouffre de la Pradelle, est un avocat négationniste.
Paul de La Pradelle suit des études de droit. Il est titulaire d'une licence en lettres. Il est reçu à l'agrégation de droit. Il défend en 1928 une thèse de doctorat en droit intitulée « La frontière. Étude de droit international ».

### Parcours professoral
Il devient professeur à la Faculté de droit d'Aix-en-Provence. Il fonde l'Institut d'études politiques d'Aix-en-Provence en 1956 dont il devient le premier directeur.
Il était président de l' « Institut d'études mondialistes ».
Il est inhumé au cimetière de Kermenguy de Roscoff (Finistère).

## Publications
- La frontière (1928)
- L'œuvre de la XIIe assemblée de la Société des Nations (1932)
- Examen de la validité internationale du traité Salomon-Lozano (1933)
- L'évolution de la neutralité (1934)
- La Conférence diplomatique et les nouvelles conventions de Genève du 12 août 1949 (1951)
- Le droit médical international (1952)
- Les Conventions de Genève du 12 août 1949 (1953-1954)
- Cours de droit international public (1954)
- La Question du plateau continental (1957)
- Pour un statut de protection du médecin civil en temps de conflit (1968)
- Le Nord-Vietnam et les conventions humanitaires de Genève... (1971)
- Notions de territoire et d'espace dans l'aménagement des rapports internationaux contemporains (1980, 2008)
- Les frontières de l'air (2008)
- Une idée qui prend corps : la protection internationale de l'humanité
- Sur quelques résurgences du droit naturel
- Progrès ou déclin du droit international ?
- Aspects essentiels d'un droit international humanitaire

## Sources
- Recueil des cours, vol. 86, Hachette, 1955
- Benjamin Perrier, La frontière selon Paul de La Pradelle, Borders in Globalization Review, nov.2019, 1(1):127-132. DOI:10.18357/bigr11201919268